# Papež Klemen II.
Papež Klemen II. ((latinsko Papa Clemens Secundus) rojen kot  Suidger pl. Morsleben in Hornburg (tudi: Suitger oziroma Suitgar) (latinsko Suidger comes de Morsleben et Hornburg; nemško Suidger, Graf von Morsleben und Hornburg), je bil nemški škof, kardinal in papež, * oktober 1005, Hornberg (Spodnja Saška, Nemčija, Sveto rimsko cesarstvo), † 9. oktober 1047 Pesaro (Papeška država, Sveto rimsko cesarstvo; danes: Italija). 

Papež je bil od 24. decembra 1046 do svoje smrti, 9. oktobra 1047.

## Življenjepis

### Izvor
Annalista Saxo, ki je pomemben zgodovinopisec za dogodke med 741 do 1142, nam je prenesel nekatere posamične podatke o Suidgerju. Podaja sorodstveno tabelo, ki kaže, kako visoko mesto je zasedal v cesarskem plemstvu. Svobodna saška družina, iz katere je potekal Suidger, je imela posestva okoli Hornburga (pri Halberstadtu) in Morslebna (pri Magdeburgu). Njegovega očeta imenuje neki vir iz 12. st. „Conradus de Maresleve et Horneburch“. 

Mesto Hornburg se je v letu 2005 spomnilo svojega velikega sina in je obhajalo Klemenovo leto. Sicer res ne vemo čisto za gotovo, kdaj se je Klemen rodil, toda glede na določena vmesna obdobja (intersticije), ki jih predpisuje cerkveno pravo za prejetje posameznih redov, smemo vsekakor zastopati leto 1005 kot njegovo rojstno leto. 

Njegova mati se je imenovala Amalrada (Amulrada, Amalrad oziroma Amulred). Opazili so, da je Suidgerjevi materi bilo ime enako kot sestri kraljice Matilde, ženi Henrika I.; zaradi časovne razlike pa bi bilo verjetneje, da je bila sestra kraljice Matilde († 968) Suidgerjeva stara mati. 

Suidgerjev brat Konrad je bil »stolni kanonik v Magdeburgu, in naj bi bil pozneje postal tudi oglejski patriarh« , kjer pa po vsej verjetnosti gre za Suidgerjevega sorodnika in naslednika v papeški službi Damaza II., ki se je v svetu imenoval Popon (Poppo von Brixen – 1019-1042), in je bil sin grofa Ozija Koroškega (Ozi von Kärnten), ter torej sorodnik škofa Meinwerka iz Paderborna; le-ta pa je prav tako izhajal iz družine cesarice Matilde – in tako je sorodstveni krog sklenjen. 

Viri poročajo še o njegovem bratu Adalbertu, ki je po očetu Konradu podedoval pomembne posesti v Morslebnu in Hornburgu, pa jih je podaril Cerkvi. 

Suidger je imel vsaj še eno sestro, ki jo viri imenujejo Dignamenta, na drugem mestu pa Marjeta (Margarete). Dignamenta-Marjeta je bila poročena z Ditrichom von Ammenslebenom, in sta imela hčerko z imenom Amulrada. 

Suidger (beri: swidger) – to je njegovo krstno ime in v anglosaščini pomeni „Močni“  – je torej pripadal družini uglednega saksonskega plemstva; rodil se je iz zakona, ki sta ga sklenila grof Konrad von Morsleben und Hornburg in Amuralda, sestra magdeburškega nadškofa Waltharda (†1012). Njegov mlajši brat Konrad, kanonik kapitlja Sv. Mavricija v Magdeburgu, naj bi bil torej oglejski patriarh; vendar njegovo ime manjka v krajevnem seznamu škofov . Zelo možno je, da gre tukaj pravzaprav za zamenjavo oseb. . 

### Cerkvena kariera
Suidger je začel cerkveno kariero kot kanonik stolnice v Halberstadtu; nato je postal leta 1032 kaplan hamburško-bremenskega nadškofa Hermana II. (1032-1035). Bil je član dvorne kapele od 1035 morda že pod Konradom II., zanesljivo pa pod Henrikom III. Kralj ga je res, po smrti Eberharda (1039), prvega bamberškega škofa, določil za njegovega naslednika na škofovskem sedežu na praznik Marijinega rojstva, 8. septembra 1040. Posvetil pa ga je mainški nadškof Bardo na nedeljo 28. decembra 1040, na vigilijo posvetitve cerkve Heilige Maria Überwasser in Mimigardevorde (Münster i. W.) v navzočnosti imenitnih osebnosti, tudi kralja Henrika III. Ob tej priložnosti je sprejel odlična znamenja svoje službe, ki so se ohranila do današnjega dne v bamberški stolnici. Na Bamberg, na njegovo "sponsa dulcissima" (najslajšo zaročenko), ga je vezal skozi vse življenje odnos posebne pobožnosti in spoštovanja. 

13. novembra 1045 je bavarski vojvoda Henrik VII. podaril bamberški Cerkvi, za plačilo 20 zlatih talentov iz cerkvene zakladnice, dve svoji svobodni posestvi v Taubergavu. Gotovo je še pred svojim povišanjem v papeštvo Suidger ustanovil in obdaril, s soglasjem Henrika III., benediktinski samostan Terezije na Majni, ki ga je posvetil svetima mučencema Štefanu in Vidu.  

## Papež
Bodoči papež se je pojavil v zgodovini cesarstva leta 1046, ko se je Henrik spustil v Italijo. 25. oktobra istega leta je sodeloval na sinodi v Paviji, ki jo je sklical kralj, da bi na njej pretresali vprašanja, ki so zadevala obnovo Cerkve; tedaj so uradno obsodili simonijo. Še vedno v spremstvu kralja se je Suidger odpravil proti Piacenzi, kjer so potekala v novembru pogajanja z Gregorjem VI., ter v Lucco in Sutri. Sinoda v tem mestu je odstavila Silvestra III. in spodbudila ali celo prisilila Gregorja VI. k odstopu. Primer Benedikta IX., ki se ni prikazal v Sutriju, so pa obravnavali v Rimu, kamor je vstopil kralj 23. decembra. Tukaj sklicani zbor je že naslednjega dne razglasil Benediktovo odstavitev, čeprav se je le-ta pravzaprav odpovedal papeštvu že maja prejšnjega leta. Ta uradna obsodba je imela čisto določen namen: obrezhrabriti Tuskulske grofe, ki so čez trideset let nadzorovali papeštvo, in odpreti možnost novim kandidatom na papeški prestol. 24. decembra je zborovanje izvolilo za papeža Suidgerja, ki je užival posebno naklonjenost in popolno zaupanje tako kralja Henrika kot klinijskega opata Odila. Hamburško-bremenski nadškof Adalbert  je namreč gladko zavrnil kandidaturo; priporočil pa je kralju Suidgerja, ki je le nerad zamenjal mirni Bamberg z nemirnim Rimom. Kralj je Suidgerja predložil zborovalcem. Kljub njegovemu glasnemu nasprotovanju ga je kralj prijel za roko in ga predstavil duhovščini in ljudstvu kot njihovega novega duhovnega voditelja; zborovalci v konklavu pa so ga soglasno izvolili. Volitve so potekale v skladu s cerkvenim pravom in soglasno, saj ni nastopil noben rimski kandidat. Z izborom imena Klemen je novi papež jasno izrazil svoj obnovitveni načrt, ki ga je povezal s prvim papežem Klemenom, ki je bil ena najpomembnejših osebnosti prvotne Cerkve.
 
Ob sprejemu papeštva je zadržal upravo bamberške nadškofije, saj mu je jamčila dohodke, ki jih ni mogel izterjati iz južnoitalijanskih posestev, ki so se jih v zmedenih časih polastili samopašni drugi gospodarji. To mu lahko odpustimo; saj se je bal, da ga bo vihravi Rim tako kmalu poslal nazaj v Bamberg. Vrh tega je kralj odklonil, da bi vrnil Rimskemu sedežu posestva, ki so jih zasegli normanski velikaši; tako je bil papež takorekoč prisiljen, da se je vzdrževal z dohodki iz svoje nemške škofije.  

Naslednjega dne, 25. decembra 1046, je sledilo cesarsko kronanje Henrika III. in njegove žene Neže Aragonske </ref> Neža Aragonska ali Neža Poitoujska (nemško Agnes von Poitou;  (francosko Agnès de Poitiers (impératrice du Saint-Empire);  1020–1077) nemška kraljica, bavarska vojvodinja in mati svetorimskega cesarja Henrika IV.</ref>prav tako v Baziliki svetega Petra. Domnevna pravica do investiture, ki naj bi jo Klemen podelil Henriku III. istega dne, je pač poznejša iznajdba. 
Kljub nasprotovanju plemstva in rimskega klera ter osporavanju drugih prenoviteljev, ki ni bilo upoštevano, je treba izvolitev Klemena smatrati kot poln uspel Henrika III. v cerkveni politiki; z njo se je začelo obdobje papežev obnove – v prvem trenutku so bili vsi nemški – ki so nadomestili tiste, ki so izšli iz rimskega plemstva. Že prve dni januarja 1047 je Klemen predsedoval v Rimu prvi sinodi, ki je razpravljala o cerkveni reformi. Odlok zoper simoniste, pravzaprav zadosti previden, da ne bi takoj povzročil močnih nasprotovanj, je Klemen objavil v teku te sinode; omenjal ga bo še 1052 Peter Damiani, celo v času Leona IX. 

Na isto sinodo pa se nanaša tudi papeški dopis, ki potrjuje nadškofu Umfredu v Raveni privilegij, ki sta mu ga odstopila milanski nadškof in oglejski patriarh, da sme namreč zasedati častno mesto na papeževi desni v cesarjevi odsotnosti "secundum antiquae constitutionis auctoritatem" . Prenova, ki je izšla iz Rima pod vodstvom cesarja, je odprla tudi vrata širjenju zamisli, ki so dozorele v okolju Cerkve v Raveni. Toda prav njihov najpomembnejši predstavnik, Damiani, se je obregnil ob Klemenovo delovanje; po mnenju ostrega spokornika papež ni deloval zadosti odločno . 

Januarja 1047 je Klemen zapustil Rim, da bi spremljal Henrika III. v južno Italijo, kjer je hotel utrditi svojo oblast, papež pa cerkveno prenovo. Potovanje je potekalo uspešno vse do Beneventa, ki ni hotel odpreti mestnih vrat cesarskemu obleganju ter papeževemu izobčenju navkljub. 

### Dela
- »Documenta Catholica Omnia« (v latinščini). Cooperatorum Veritatis Societatis. 2006. Pridobljeno 6. decembra 2011.

Med bulami so pomembne zlasti tiste v prid 
1. klinijski opatiji; prišlo je tudi do srečanja med starim opatom Odilom in papežem [20],
2. Fuldi,
3. Hamburga-Bremena in
4. Bamberga. Pobožna ljubezen, ki jo je Klemen stalno gojil do svoje škofije, se izraža bolj kot kjerkoli drugod v tej buli od 24. septembra 1047, ki potrjuje posesti bamberške Cerkve [21].
5. Klemen II. ni imel dovolj časa, da bi začel svoje prenoviteljsko delovanje. Bil je sposoben in svet papež, vendar je bil njegov pontifikat prekratek, da bi mu dovolil kaj več kot dober začetek proti reformi. Podelil pa je številne privilegije, med drugimi tudi enega svojemo ljubljenemu sedežu v Bambergu. [22]
6. Ko je potoval s Henrikom v Nemčijo, je kanoniziral nuno Viborado, ki so jo Ogri mučili in umorili 926 pri Svetem Galu. [23] [24]

## Smrt in spomin
Klemen II. je dal prenoviti duhovno mnogo italijanskih samostanov s pomočjo Petra Damianija, ki je bil takrat predstojnik avellanskega kloštra. V svoji gorečnosti se je osebno podal na obisk umbrijskih samostanov; med potjo pa je hudo zbolel za mrzlico in dotrpel v Aposelli; v tamkajšnjem samostanu sv. Tomaža so ga tudi pokopali, dokler ga ni Leon IX. prenesel v Bamberg, kjer njegovi ostanki še danes počivajo. 

### Smrt in njene okoliščine
Nastalo pa je mnogo domnev o nenadni smrti, ki je zadela Klemena 9. oktobra 1047 v samostanu S. Tommaso sull'Aposella pri Pesaru, ko se je odpravljal v Ankonsko marko in v Romanjo. V neki darovnici v prid temu samostanu z dne 24. septembra 1047 je sam Klemen tožil o "valido corporis languore" . Pred smrtjo je napisal pismo cesarju, v katerem je izrazil željo, da bi ga pokopali v njegovi ljubljeni bamberši stolnici, kar se je tudi zgodilo. 
Zdi se, da ga je prav tukaj, v tem samostanu, zadela smrtna bolezen. Eni viri trdijo, da niso utemeljene govorice o zastrupitvi - vendar obstaja tudi nasprotno mnenje vse do danes. Drugačnemu izročilu, ki ga je hranila stalna medstrankarska borba, »ne moremo pripisati verodostojnosti, razen če bi bilo potrjeno z izsledki znanstvene raziskave" . Ko so pa zares 3. junija 1942, med Drugo svetovno vojno, odprli Klemenov sarkofag v bamberški stolnici, da bi spravili na varno njegovo vsebino, so ostanke podvrgli kemično-toksikološkemu preizkusu. Izvidi so podali mnenje v prid kronični zastrupitvi s svincem; to pa lahko pravzaprav razložimo s široko uporabo svinčene posode v tistih časih. 

Govori se tudi, da ga je dal umoriti s strupeno (svinčeno) svečo trikratni papež Benedikt IX.;   vendar drugi zgodovinarji smatrajo, da je govorica, češ da so ga zastrupili pristaši Benedikta IX., popolno natolcevanje brez podlage. 

Umrl je vsekakor v nejasnih okoliščinah, ki vse do danes burijo duhove. Prisotnost velike količine svinca v njegovem telesu si lahko razložimo s takratnimi prehrambenimi navadami, ko so uporabljali tudi svinčeno posodo. Kot pobudnika njegove možne zastrupitve so vedno znova sumili njegovega predhodnika Benedikta IX., ki si je po smrti nemškega papeža nazaj prilastil njegovo službo. 

Zaradi prenosa njegovega trupla v Bamberg pet let po njegovi smrti sta dobili bamberška škofija in bamberška stolnica posebne predpravice: tako spada nadškofija neposredno pod Rim, stolnica pa uživa položaj papeške bazilike. 

### Ohranjena oblačila in predmeti
Klemenov grob je malo zamaknjen, v zahodnem koru za katedro – škofovskim sedežem -, nedostopen za obiskovalce: tukaj počiva papež Klemen II. v bamberški stolnici. 
Grob papeža Klemena II. so večkrat odpirali. Oblačila papeža, ki jih je na temelju raziskave nosil »srednje velik človek z lepo oblikovanimi telesnimi udi, ki je imel lase rdečkasto-svetle«, so prenesli v škofijski muzej, kjer se nahajajo še danes in jih je možno videti. Iz koščkov svile najdenih v grobu so uspeli obnoviti Klemenove papeške paramente, kar je zgodovinska dragocenost. 

Oblačila – med njimi tudi zvončasta kazula in svilene pontifikalne nogavice, predstavljajo najstarejša ohranjena papeška oblačila sploh. Le če jih pogledamo od blizu, opazimo natančno izdelavo in fine črte vzorca. 

### Nagrobni napis
Njegov grob so najprej postavili v gotskem slogu 13. stoletja in je pomemben spomenik za zgodovino prekalpske Cerkve. Napis pa, ki so ga obnovili med 1632 in 1663, se moti v označitvi družine, kraju in dnevu smrti Klemena II. 
 
Klemen II. je torej umrl za zastrupljenjem od svinca, ki so ga morebeti povzročili pristaši papeža Benedikta IX. – ki je bil odstavljen, ko je Klemen postal papež. Klemen je bil na potovanju v Marke zaradi družbenega in političnega prevrata v severni Italiji; umrl pa je nenadoma v opatiji San Tomasso v Pesaru. Pokopali so ga v koru pri Sv. Petru v Bamberški stolnici, ker je bil tam poprej škof in opat. Izvirna grobnica je imela baldahin oziroma nebo, angele in počivajoč lik papeža, ležečega na vrhu okrašenega grobnega kamna, ki je bil okrašen z alegoričnimi liki Pravičnosti, Srčnosti, Modrosti, Zmernosti in Prostosti. Pokrov sarkofaga je izginil, ko so grob oskrunili protestanti v 16. stoletju. Nadomestili so ga s preprostim kamnitim pokrovom, v katerega so vrezali epitaf. 

Na nagrobnem napisu iz 1741 lahko beremo naslednje:
| Sepulcrum/Clementis II./P.M. (latinski izvirnik)                                                                                              | Grob Klemena II., najvišjega duhovnika (slovenski prevod) |
| --- | --- |
| " R. MVS IN CHRO PATER ET DNS D. SVIDGERVS A MAYENDORFF SAXO ET EPS BAMB. POSTEA SVMM. PONT. CLEM. 2DVS DICT. OBIIT ROMAE 10 OCTOB. AN. 1047" | "Prečastiti oče v Kristusu in gospod pod Bogom Suidger Mayendorff Saški in bamberški škof. Pozneje se je imenoval Klemen II., najvišji duhovnik (mostograditelj). Umrl je v Rimu, dne 10. oktobra leta 1047" |

Sarkofag so odprli 22. oktobra 1731 in ugotovili, da je bil Klemen zelo visok, mišičast in plavolas mož. Ponovno so grob odprli 3. junija 1942, ko so njegovo bogato okrašeno grobnico rešili pred uničevanjem Druge svetovne vojne v Bambergu. Preiskava njegovih kosti je ugotovila visoko zgoščenost svinca, kar je še okrepilo nekdanje mnenje, češ da je bil umorjen. 

### Spomin
Leta 2005 se je spodnjesaško mestece Hornburg s proslavami skozi vse leto spominjalo svojega največjega sina: okoli 1005 tam rojenega papeža Klemena II. Od Clemens-Mettwursta (Klemenova suha mesna klobasa) prek blagoslova papeževega kipa do razstave z relikvijami in pritiklinama iz papeževega groba v bamberški stolnici so hoteli večinoma protestantski meščani počastiti nekdanjega papeža. Šest predmetov, med njimi papežev koder in majhen nagrobni kelih, so lahko videli obiskovalci od 12. februarja pa vse do jeseni. S tridesetimi leti je bil postaven blondinec, 1,92 m velik kaplan Suidger de Maresleben et Horneburch kraljev svetovalec, neke vrste minister. Na Henrikov predlog so ga izvolili za papeža, ki je doslej edini papež iz Severne Nemčije. To je obenem edini papeški grob severno od Alp. Danes torej prevladuje mnenje, da so Klemena umorili; umrl je namreč nenadoma na nekem potovanju v Montelabatte pri Riminiju za zastrupljenjem s svincem. 

### Ocena
- Ekshumacija leta 1942 je torej odkirla nenavadno visoko količino svinca v kosteh; to je dalo torej prav starodavnim govoricam, da je bil zastrupljen. Zaradi kratkosti njegovega papeževanja ga ne moremo primerno ovrednotiti. Zakladnica bamberške stolnice hrani njegova papeška oblačila. [13]
- Kamaldolenec sveti Peter Damiani se je o njem izrazil takole: »Delal je za okrepitev pravičnosti, ki so jo s prezirom preganjali; uporabil je strogost cerkvene discipline, da bi bili hudodelci poniižani, a ponižni lahko počivali v upanju.« [29]
- Klemen je bil svet in uglajen mož: na Božični dan 1046 je bil ustoličen. Neposredno po obredu je novi papež kronal Henrika in njegovo ženo Nežo. Henrik na ta način ni postal le cesar, ampak je pridobil tudi naslov patricija; s tem so mu Rimljani podelili pravico imenovanja papeža. Nejevolja nad neodgovornim ravnanjem v zvezi s papeštvom nad rimsko gospodo je bila tako splošna, da so to dejanje, ki je je bilo usmerjeno v porivanje papeštva v cesarjevo podložništvo, pozdravili z veseljem celo prenovitelji; resnici na ljubo je zadeva za časa življenja Henrika III. delovala kar dobro. Nevarnost pa se je skrivala v tem, da ni bil vsak cesar pobožen in vnet za dobro Cerkve tako kot Henrik III.[36]
- Bil je tretji papež nemškega rodu v zgodovini papeštva in prvi med štirimi nemškimi papeži, ki jih je določil svetorimski cesar oziroma nemški kralj z namenom, da bi osvobodil papeštvo nadzora rimskih družin. Ni dvoma, da je bila njegova miselnost in dejavnost obnoviteljska, čeprav je Peter Damiani tožil nad počasnostjo, s katero se je obnova začela.[37]
- Klemen II. je bil mož najstrožje poštenosti in resne nravnosti. Njegovo prvo papeško dejanje je bilo devanje cesarske krone na svojega dobrotnika in kraljico-soprogo, Nežo Akvitansko. Novi cesar je dobil od Rimljanov in papeža naslov in načelek rimskega patricija; to dostojanstvo je od desetega stoletja naprej, po zaslugi nezakonitih teženj rimske aristokracije, splošno predpostavljalo, da je nosilec te pravice smel imenovati papeža, ali, bolj točno govoreč, naznačiti osebo, ki naj bo izvoljena (tako meni [[Karl Joseph von Hefele|Hefele). Če ne bi bil Bog dajal svoji Cerkvi neodtujljive pravice do svobode in neodvisnosti, in ji obenem pošiljal braniteljev, ki so bili določeni, da to pravico uveljavljajo, bi sedaj bila preprosto zamenjala samodrštvo rimskih strank za veliko resnejše hlapčevanje tuji sili. Dejstvo, da je Henrik branil Rimsko Cerkev in jo osvobodil od njenih sovražnikov, mu pravzaprav še ni dajalo pravice, da postane njen gospod in gospodar. Kratkovidni prenovitelji, celo ljudje kot sv. Peter Damiani [38], so videli v tej izročitvi svobodnih papeških volitev sodni volji cesarja odpiranje nove dobe; vendar so živeli zadosti dolgo, da so lahko obžalovali napako, ki je bila storjena. Z dolžnim priznanjem odločilnemu deležu, ki so ga prispevali cerkveni prenovi Nemci v 11. stoletju, ne smemo pozabiti, da niti Henrik III. niti njegovi  škofje niso dojeli, kako pomembna je popolna neodvisnost v izbiri cerkvenih uslužbencev. Te zadeve jih je naučil Hildebrand, mladi kaplan Gregorja VI., ki ga je vzel s seboj njegov gospodar, da bi se potem vrnil s sv. Leonom IX., in začel svojo nesmrtno delovanje. Henrik III., zakleti sovražnik simonije, nikoli ni vzel niti beliča od svojih deležnikov; vendar si je svojatal pravico umeščanja, kar ga je pravzaprav delalo za poglavarja Cerkve in tlakovalo pot do nevzdržnih zlorab pod njegovimi nevrednimi nasledniki. [14]
- Ko si je cesar dal podeliti naslov patricija od rimskega ljudstva, in je tako pridobil odločilno vlogo pri zasedanju papeškega prestola – po vzoru na nekdanje Otonovce -  mu je bilo takorekoč zagotovljeno imenovanje papeža. Kmalu pa se bo zopet pokazalo, da se taka odvisnost ne sklada z zamislijo papeštva in da je na dolge proge nevzdržljiva. Kljub temu pomeni pontifikat Klemena II. začetek boljših časov v zgodovini papeštva. Vneto je začel obnoviteljsko delo; žal pa je umrl že v oktobru 1047. [39]

## Slikovna zbirka

### Klemenov grb, grob in upodobitve
- Grb nadškofije Bamberg po Siebmacherju v  Wappenbuchu  1605
- Papež Klemen II. in njegov grb
- Klemen II. in njegov grb na razglednici iz 19. stoletja
- Kip na bamberški stolnici
- Kip Klemena II. v Hornburgu
- Iustitia (pravičnost)
- Fortitudo (moč)
- Prudentia (preudarnost)
- Temperantia (zmernost)

### Predmeti iz Klemenovega groba v Bamberškem škofijskem muzeju
- pogled na stolnico v Bambergu z Altenburga
- Bamberg – trg s stolnico
- Notranjščina stolnice sv. Petra in Jurija v Bambergu
- Klemenov grob (Gottfried Henshen u Daniel Papebroch) 1747
- Medaljon z Agnus Dei; kelih, rokavice, križ
- palij, mitra, pas, zlatnina (ostanki)
- pontifikalni čevlji, štola, blazina, koder
- ornat 1
- ornat 2